# 1124 Stroobantia
1124 Stroobantia è un asteroide della fascia principale del diametro medio di circa 24,65 km. Scoperto nel 1928, presenta un'orbita caratterizzata da un semiasse maggiore pari a 2,9288731 UA e da un'eccentricità di 0,0358717, inclinata di 7,79050° rispetto all'eclittica.
Il suo nome è in onore dell'astronomo belga Paul Stroobant.